# Szaradowo Zalesie
Szaradowo Zalesie – przystanek kolejowy we wsi Zalesie, w powiecie nakielskim w woj. kujawsko-pomorskim, w Polsce.